# Municipio de Forest (condado de Missaukee)
El municipio de Forest (en inglés: Forest Township) es un municipio ubicado en el condado de Missaukee en el estado estadounidense de Míchigan. En el año 2010 tenía una población de 1157 habitantes y una densidad poblacional de 12,7 personas por km².

## Geografía
El municipio de Forest se encuentra ubicado en las coordenadas 44°22′42″N 85°9′25″O / 44.37833, -85.15694. Según la Oficina del Censo de los Estados Unidos, el municipio tiene una superficie total de 91.07 km², de la cual 90,98 km² corresponden a tierra firme y (0,09 %) 0,09 km² es agua.

## Demografía
Según el censo de 2010, había 1157 personas residiendo en el municipio de Forest. La densidad de población era de 12,7 hab./km². De los 1157 habitantes, el municipio de Forest estaba compuesto por el 95,76 % blancos, el 0,17 % eran afroamericanos, el 1,21 % eran amerindios, el 1,04 % eran de otras razas y el 1,82 % eran de una mezcla de razas. Del total de la población el 2,42 % eran hispanos o latinos de cualquier raza.